# Potentilla illudens
Potentilla illudens är en rosväxtart som beskrevs av J. Soják. Potentilla illudens ingår i Fingerörtssläktet som ingår i familjen rosväxter. Inga underarter finns listade i Catalogue of Life.